# Crátilo (diálogo)

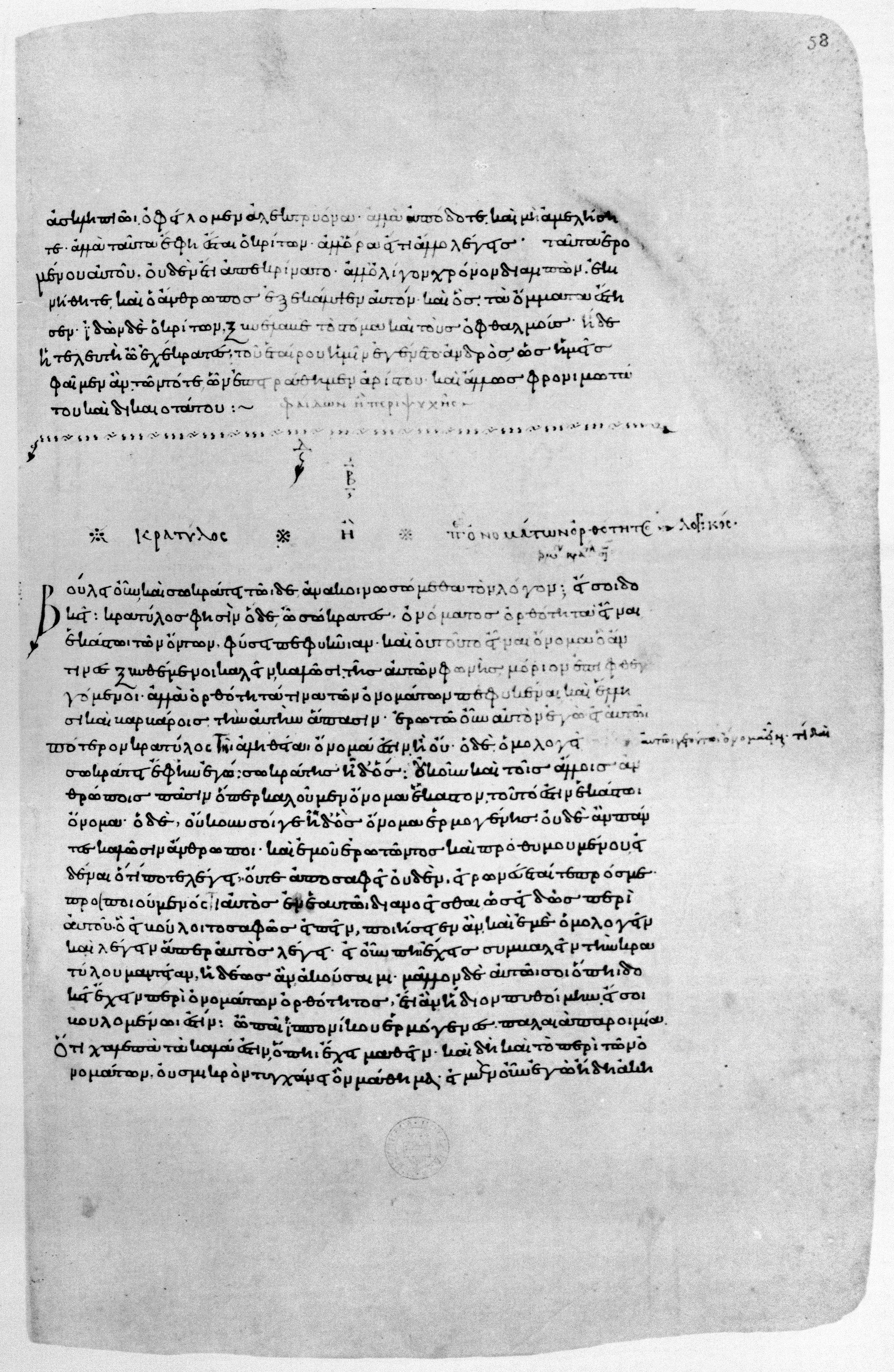
Comienzo del texto en un códice medieval (895 d. C.)

Crátilo (Κρατύλος en griego; Cratylus en latín) es el nombre de un diálogo escrito por Platón en el año 360 a. C. aproximadamente. Los intérpretes lo ubican en la transición entre su período juvenil y su período maduro.
El tema principal del diálogo es la relación entre las palabras y su significado, considerando dos posturas: la conexión natural y la de usos y costumbres, defendidas respectivamente por Crátilo y Hermógenes. Crátilo es una de las primeras obras filosóficas de la Antigua Grecia en tratar materias etimológicas y lingüísticas.

## Contenido
Hermógenes le pide a Sócrates que intervenga en la discusión que mantiene con Crátilo sobre si el significado de las palabras viene dado de forma natural (como postula Crátilo) o si por el contrario es arbitrario y depende del hábito de los hablantes (como propone Hermógenes). Crátilo sostiene la concepción presocrática de que la palabra contiene ciertos sonidos que expresan la esencia de lo nombrado. Así, dice: «El que conoce los nombres conoce también las cosas». Según esta tesis, hay letras idóneas para cosas blandas, otras para cosas líquidas, etcétera. La tesis de Hermógenes es muy diferente. Afirma que la relación entre el nombre y lo nombrado viene dada por la costumbre y la convención. Los nombres no expresan la esencia de las cosas, y pueden reemplazarse por otros si los que emplean la palabra así lo acuerdan. Sócrates no se muestra de acuerdo con ninguna de las dos propuestas. Durante más de la mitad del diálogo, analiza cómo se han formado las palabras, respecto a lo que declara: «De hecho, de tanto darle la vuelta a los nombres a diestro y siniestro, no sería en absoluto de extrañar que nuestra lengua antigua, frente a la actual, no se diferenciara en nada de la bárbara». De los étimos que propone, sólo unos pocos son ciertos. 
Considera José Luis Calvo que la intención de Sócrates es rechazar el lenguaje como revelador de la verdad al combatir dos teorías que pretenden, cada una a su manera, emplearlo con este fin.
En su poema El Golem, Jorge Luis Borges evoca la polémica del coloquio platónico, y dice en el primer cuarteto:

Si (como afirma el griego en el Cratilo)

El nombre es arquetipo de la cosa,

En las letras de rosa está la rosa

Y todo el Nilo en la palabra Nilo.